# Vogézek
A Vogézek (franciául Massif des Vosges, németül Vogesen) hegylánc közép-nyugat-Európában. A Rajna völgyétől nyugatra, észak-északkeleti irányban nyúlik el a franciaországi Belfort és a németországi Saarbrücken között.
Földrajzilag a hegység Franciaország területére esik. A saverne-i hágó választja el a Pfälzi erdőtől. Geológiailag azonban a Pfälzi erdő egyes részei is a Vogézekhez tartoznak.
A Vogézek az egykori (karbon kori) Variszkuszi-hegységrendszer átalakult maradványa, a Francia-középhegységgel (Massif Central) és az Ardennekkel együtt.
1871 és 1918 között a Vogézek déli része képezte a francia-német határt, a Ballon d'Alsace és a Mont Donon csúcsok között. A Vogézek képe nagyon hasonló a Rajna másik oldalán húzódó Fekete-erdő tájához: erdők az alacsonyabban fekvő lejtőkön, felettük nyílt legelők és kerek csúcsok vannak nagyjából abban a magasságban. A Rajna felé mindkettő meredélyekben ér véget, a másik oldalukon viszont fokozatos lejtőkben.
A Vogézek déli részét főleg gránit alkotja, amelybe porfír tömbök és vörös homokkő rétegek vegyülnek.
Orográfiailag (a magassági vonalak alapján) a Vogézek délről északra haladva négy részre oszthatók: Belfort-tól a Bruche-völgyig a Nagy-Vogézek; a Bruche és a Col de Saverne közt a Közép-Vogézek; a Col de Saverne és a Lauter forrása közt az Alsó-Vogézek és innentől a Hardt.
A Rajna és a Vogézek közt nyúlik el Elzász-Lotaringia régió.

## Érdekességek
- A vogézeki feketefenyőkön összegyűjtött mézharmatból származó mézfajta a "Miel de sapin des Vosges", amelyet főleg a lotaringiai oldalon termelnek.
- Párizs egyik leghíresebb tere a Vogézek tere.

## Képek

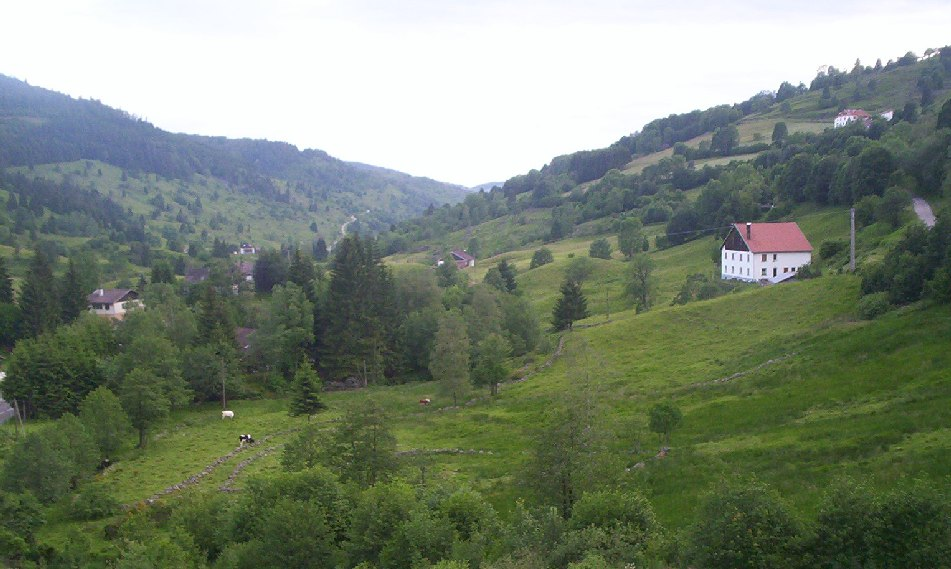
Tipikus tájkép a Vogézekben (Chajoux völgy, La Bresse, Franciaország)
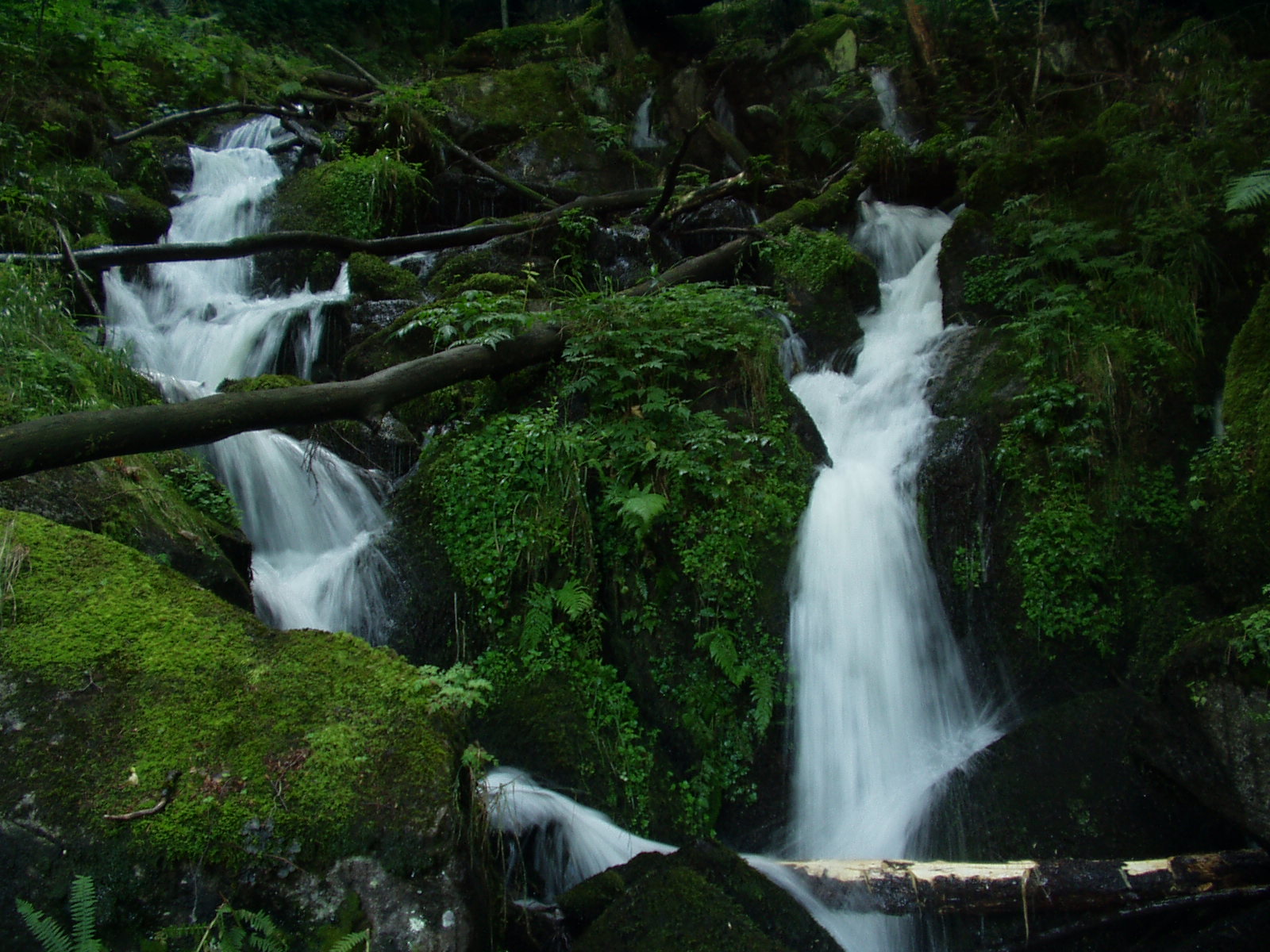
Vízesés a keleti Vogézekben
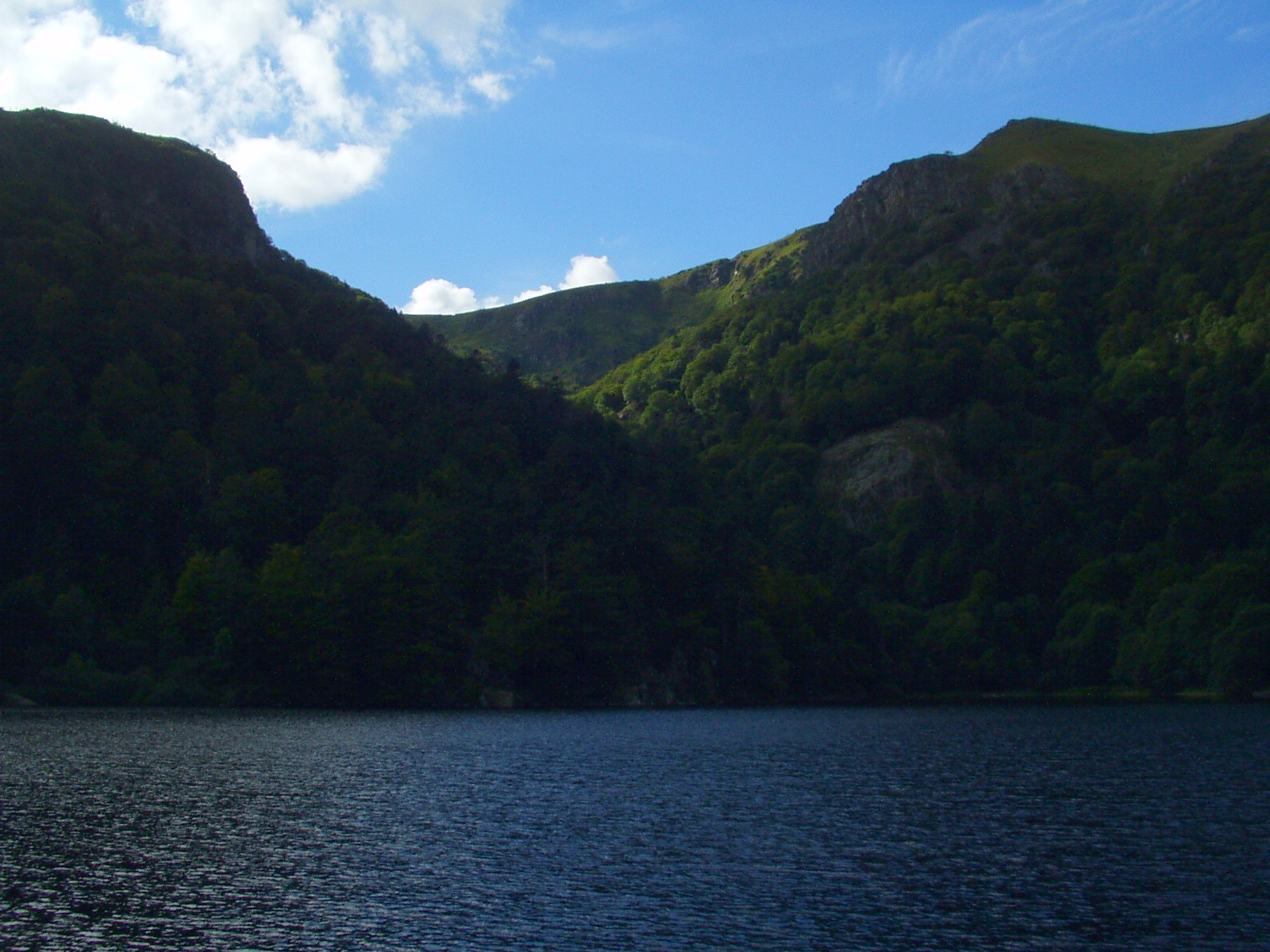
Glaciális tó a Vogézekben (Lac de Schiessrothried)

## Külső hivatkozások
- rezervátum Archiválva 2007. október 13-i dátummal a Wayback Machine-ben
- képek
- A Fekete-Erdőből nézve